# گمینا مشانا دولنا
گمینا مشانا دولنا (به لهستانی:  Gmina Mszana Dolna) یک گمینا در لهستان است که در شهرستان لیمانووا واقع شده‌است. گمینا مشانا دولنا ۱۶۹٫۸۳ کیلومتر مربع مساحت و ۱۶٬۴۵۱ نفر جمعیت دارد.